# 東京航空
東京航空株式会社（とうきょうこうくう）は、軽飛行機による航空写真・映像撮影、遊覧飛行、貸切飛行、訓練飛行等を行う会社である。

## 概要
1951年（昭和26年）10月、戦前に同名会社を経営していた相羽有、そして元大日本航空の影山恒虎とその後輩らにより資本金一千万円で設立された。社長・相羽有、専務・影山恒虎、監査役・石川四朗。
月島の10号埋立地に飛行場（仮称：エア・パーク）を建設し、その経営とセスナ機による遊覧飛行事業を目的としており、当初は10号埋立地全てを借り受け、34万坪の中規模飛行場を造る予定であった。ところが国の積極的な支援を受けられず、資金不足のため飛行場は4万5千坪に縮小を余儀なくされ、飛行機の発注も遅れてしまう。そこで社長の相羽は苦肉の策として、5割以上の株式取得を条件とする藤田興業より750万円の出資を受けることとした。ところがこれを知った専務・影山らは自主性が損なわれることを理由に猛反対。小口出資を集めてこれに対抗し、1953年（昭和28年）1月、取締役会及び株主総会を開き社長・相羽を解任した。同年4月28日、完成した「東航飛行場」の飛行場開きが行われる。
1963年（昭和38年）12月、一年更新であった飛行場用地使用承認の更新を都が拒否。明け渡しに応じない東京航空を提訴した。
1977年（昭和52年）、東京湾埋立10号地にある飛行場を東京都に明け渡す。跡地には首都高速湾岸道路が通った。東京航空は松本空港への一時移転を経て1980年4月に完成した茨城県の阿見飛行場に移転。

## 事業内容
東京月島の10号埋立地に建設した飛行場（エア・パーク）の経営とセスナ機による遊覧飛行事業を目的として設立された。
1962年（昭和37年）発行の日本会社録によると、会社及び飛行場の所在地は江東区深川東雲都橋。飛行機を2機保持し、社長は影山恒虎、会長に九鬼紋十郎。資本金2,500万円。また1970年（昭和45年）発行の帝国銀行・会社要録によれば会社及び飛行場の所在地は江東区有明1-1-1。会長・九鬼以外の役員は全て代わっており、社長は加藤兼次郎となっている。
2015年時点では東京都中央区に本社を置き、調布飛行場内に調布運航所を設けている。また2014年までは茨城県の阿見飛行場にも阿見運航所を設置しており、その運営を行っていた。

### 航空写真・映像
航空写真・映像撮影を事業としている。

### 遊覧飛行
阿見運航所が設置されていた期間は、阿見運航所において霞ヶ浦等近隣をめぐる遊覧飛行事業を行っていた。

### ロケ地貸出事業
阿見飛行場において、映画の撮影、自動車等のプロモーションビデオ撮影を目的とした場所の貸出を行っていた。

## 保有機材
2015年1月現在、次の機材を保有・使用している。
- セスナ 172P スカイホーク : 3機 (JA3946・JA3973・JA4139) - JA3946は所有者小学館不動産、使用者東京航空。

定置場は全機調布飛行場であるが、2015年初めまでは1機もしくは2機を阿見飛行場に定置させる体制をとっていた。

## 不祥事
- 1968年7月、当時の社長が週刊誌の撮影旅行のため硫黄島まで無許可飛行を行った。片道分の燃料しか積んでいなかった上に同乗していたモデルが現地で急病となったため、自衛隊の世話を受けることとなり、運輸省航空局から厳重注意を受けた[9]。
- 1970年2月10日、フジテレビは東京航空のエアロスバルをチャーターし、千葉県太東岬沖で沈没した貨物船「かりふぉるにあ丸」の取材を行ったが、帰路、機体は乗員3人を乗せたまま消息を絶った[10]。東京航空はチャーター機の飛行計画書を出していなかったことから、後日、飛行停止の処分を受けた。